# 괴산 김씨
괴산 김씨(槐山金氏)는 충청북도 괴산군을 본관으로 하는 한국의 성씨이다.
시조 김지효(金知孝)는 김알지의 후손으로, 조선의 문과에 급제해 좌사경(左司經)을 지냈다고 한다.

## 참고 자료
- “괴산김씨(槐山金氏)”. 뿌리를 찾아서.[깨진 링크(과거 내용 찾기)]